# ベルジョイオーゾ
ベルジョイオーゾ（伊: Belgioioso）は、イタリア共和国ロンバルディア州パヴィーア県にある、人口約6,200人の基礎自治体（コムーネ）。

## 地理

### 位置・広がり

#### 隣接コムーネ
隣接するコムーネは以下の通り。
- アルブッツァーノ
- カンポスピノーゾ・アルバレード (アルバレード・アルナボルディ)
- コルテオローナ・エ・ジェンツォーネ
- フィリゲーラ
- リナローロ
- サン・チプリアーノ・ポー
- スペッサ
- トッレ・デ・ネグリ

### 気候分類・地震分類
気候分類では、zona E, 2628 GGに分類される。
また、イタリアの地震リスク階級 (it) では、zona 3 (sismicità bassa) に分類される
。

## 行政

### 分離集落
ベルジョイオーゾには、以下の分離集落（フラツィオーネ）がある。
- San Giacomo della Cerreta, Santa Margherita, Zagonara

## 姉妹都市
- La Fouillouse、フランス